# الدماغ (فيروس حاسوبي)
الدماغ (بالإنجليزية: Brain)‏ هو الاسم القياسي الصناعي لفيروس الكمبيوتر الذي تم إصداره في شكله الأول في 19 يناير 1986، ويعتبر أول فيروس كمبيوتر لـنظام ميكروسوفت دوس (إم إس-دوس).

## الوصف
يؤثرفيروس الدماغ على كمبيوتر أي بي إم (IBM PC) عن طريق استبدال قطاع التمهيد للقرص المرن بنسخة من الفيروس. يتم نقل قطاع التمهيد الحقيقي إلى قطاع آخر ويتم تمييزه على أنه تالف. تحتوي الأقراص المرنة المصابة عادةً على خمسة كيلوبايت من القطاعات التالفة. عادةً ما يتم تغيير تسمية القرص إلى الدماغ "© Brain"، ويمكن رؤية النص التالي في قطاعات التمهيد المصابة:
```
Welcome to the Dungeon (c) 1986 Amjads (pvt) Ltd VIRUS_SHOE RECORD V9.0 Dedicated to the dynamic memories of millions of viruses who are no longer with us today - Thanks GOODNESS!!! BEWARE OF THE er..VIRUS : this program is catching program follows after these messages....$#@%$@!!
```

هناك العديد من الاختلافات الطفيفة والرئيسية لتلك النسخة من النص السابق. أيضاً يبطئ الفيروس محرك الأقراص المرنة ويجعل سبعة كيلوبايت من الذاكرة غير متوفرة لنظام التشغيل دوس. كتب الفيروس بواسطة كل من: أمجد فاروق علوي وباسط فاروق علوي، اللذين عاشا في ذلك الوقت في شاه ميران، في لاهور، باكستان. قال الأخوان لمجلة تايم إنهما كتبوه لحماية برامجهم الطبية من النسخ غير القانوني، وكان من المفترض أن يستهدف انتهاك حقوق النشر فقط. ظهرت الرسالة المشفرة «مرحبًا بكم في Dungeon»، - وهي حماية وإشارة إلى منتدى برمجة مبكر على Dungeon BBS - بعد عام لأن الأخوين رخصوا إصدارًا تجريبيًا من الكود.
يفتقر فيروس الدماغ إلى كود للتعامل مع تقسيم القرص الصلب، ويتجنب إصابة الأقراص الثابتة عن طريق التحقق من الجزء الأكثر أهمية من رقم محرك أقراص بيوس الذي يتم الوصول إليه. لا يصيب الدماغ القرص إذا كانت البتة واضحة، على عكس الفيروسات الأخرى في ذلك الوقت، والتي لم تهتم بتقسيم القرص وبالتالي دمرت البيانات المخزنة على الأقراص الصلبة من خلال معاملتها بنفس طريقة التعامل مع الأقراص المرنة. غالبًا لايتم إكتشاف فيروس الدماغ، ويرجع ذلك جزئيًا إلى فقدان خاصية التدمير المتعمد للأقراص الصلبة، خاصةً عندما يولي المستخدم القليل من الاهتمام للسرعة المنخفضة للوصول إلى القرص المرن.
جاء الفيروس كاملاً بعنوان الأخوين وثلاثة أرقام هواتف، ورسالة تخبر المستخدم أن أجهزتهم مصابة وتستدعيهم للعلاج:
```
 Welcome to the Dungeon © 1986 Basit & Amjads (pvt). BRAIN COMPUTER SERVICES 730 NIZAM, BLOCK ALLAMA IQBAL TOWN LAHORE-PAKISTAN PHONE: 430791,443248,280530. Beware of this VIRUS.... Contact us for vaccination...
```

تم استخدام هذا البرنامج في الأصل لتتبع برنامج مراقبة القلب لجهاز كمبيوتر أي بي إم، وكان الناس يوزعون نسخًا مقرصنة من الأقراص. كان من المفترض أن يقوم برنامج التعقب هذا بإيقاف وتتبع النسخ غير القانونية من القرص، ولكن البرنامج يستخدم أحيانًا آخر خمسة كيلوبايت على قرص مرن من شركات أخرى مثل أقراص شركة أبل، مما يجعل عمليات الحفظ الإضافية على القرص بواسطة برامج أخرى مستحيلة.

## استجابة المؤلف
عندما بدأ الأخوان في تلقي عدد كبير من المكالمات الهاتفية من أشخاص في المملكة المتحدة والولايات المتحدة وأماكن أخرى، يطالبونهم بتطهير أجهزتهم، ذهلوا وحاولوا أن يشرحوا للمتصلين الغاضبين أن دوافعهم لم تكن تدميرية أو ضارة.
واصل الأخوان، مع شقيق آخر، شهيد فاروق علوي، العمل في باكستان، كمقدمي خدمات الإنترنت لـ«الدماغ نت Brain NET» مع شركة تسمى «الدماغ للاتصالات المحدودة» Brain Telecommunication Limited.
في عام 2011، بعد 25 عامًا من إطلاق فيروس الدماغ، سافر ميكو هيبونن من شركة إف سيكيور إلى باكستان لإجراء مقابلة مع أمجد من أجل فيلم وثائقي. مستوحى هذا الفيلم الوثائقي من هذا الفيروس وانتشاره الواسع، كما أجرت مجموعة من المدونين الباكستانيين مقابلة مع أمجد.

## المتغيرات
آشر هو نسخة قديمة من فيروس الدماغ. هناك ستة أنواع مختلفة، لكل منها رسالة مختلفة.

## روابط خارجية
- "BrainNET website". مؤرشف من الأصل في 2005-02-04. اطلع عليه بتاريخ 2004-05-01.
- وصف (ج) الدماغ في موقع F-Secure
- دماغ يبحث عن أول فيروس للكمبيوتر الشخصي في باكستان
- معلومات عن فيروسات الدماغ والمتغيرات في textfiles.com
- TED talk by Mikko Hyppönen محاربة الفيروسات والدفاع عن الشبكة
- الدماغ الباكستاني (IBM MS-DOS PC PC Virus) وتأثيره